# Die Parkettschleifer

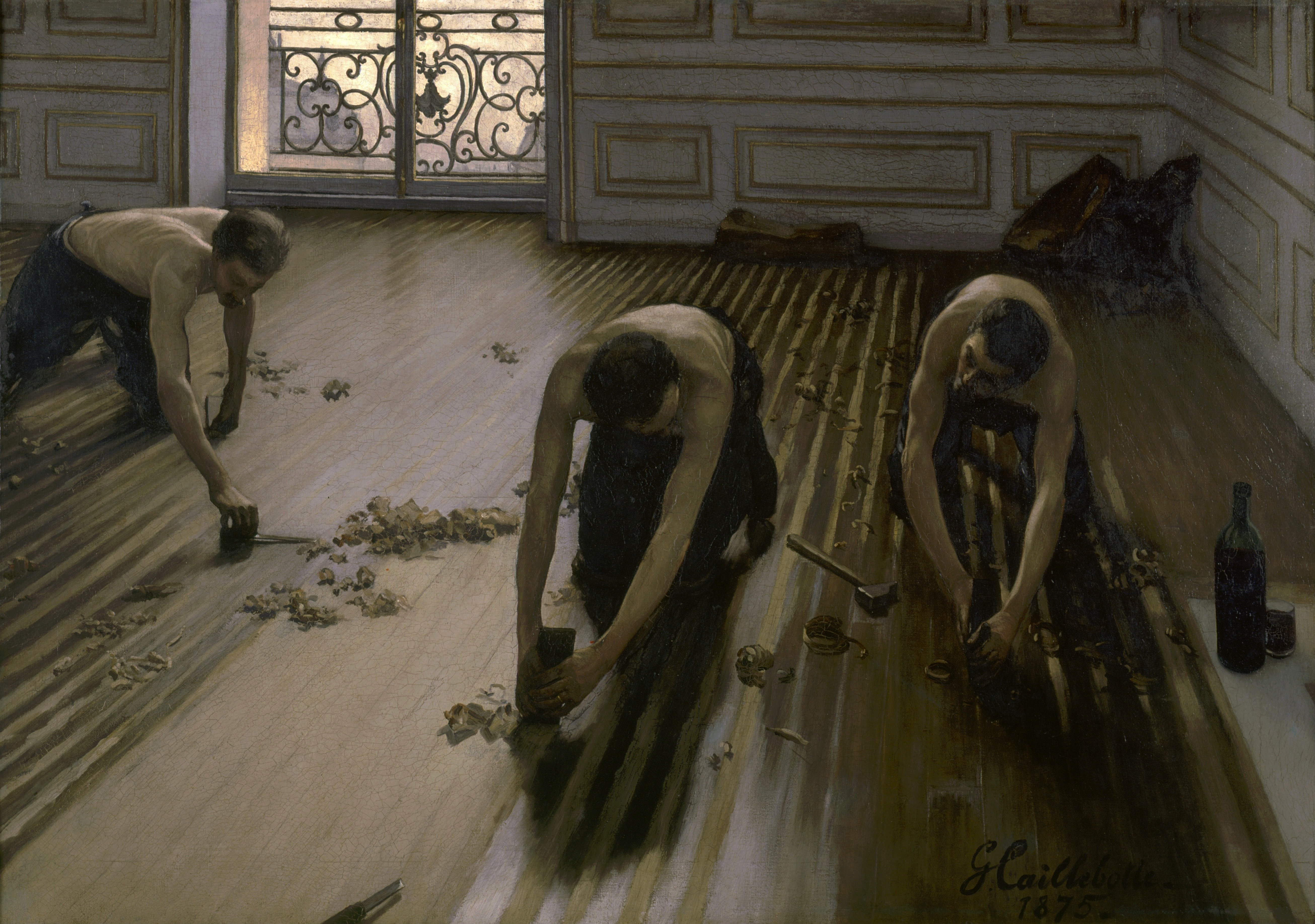
Die Parkettschleifer
Erste Gemäldeversion
Gustave Caillebotte, 1875
102 × 146,5 cm
Öl auf Leinwand
Musée d’Orsay, Paris

Die Parkettschleifer, auch Die Parkettabzieher oder Die Parketthobler (französisch Les raboteurs de parquet), sind ein wiederholt dargestelltes Motiv im Œuvre des französischen Malers Gustave Caillebotte. Neben zwei Gemäldeversionen schuf er eine vorbereitende Ölstudie und zahlreiche Zeichnungen auf Papier. Die Bilder zeigen Handwerker, die in einer Pariser Wohnung mit Arbeiten am Parkett-Fußboden beschäftigt sind. Die 1875 entstandene erste Gemäldeversion der Parkettschleifer ist 102 × 146,5 cm groß, in Öl auf Leinwand gemalt und gehört zur Sammlung des Musée d’Orsay in Paris. Dieses Bild war eines der ersten Werke des Künstlers in einer öffentlichen Sammlung und zählt zu seinen bekanntesten Arbeiten. Caillebotte variierte das Thema 1876 in einer zweiten Gemäldeversion. Dieses Gemälde in einer Privatsammlung ist ebenfalls in Öl auf Leinwand gemalt und mit den Maßen 80 × 100 cm deutlich kleiner als die erste Version. Solche Darstellungen von Arbeitern stehen in der Tradition der Werke des französischen Realismus und haben beispielsweise ihr Vorbild in Arbeiten von Gustave Courbet. Die zeitgenössischen Kritiker besprachen die Gemälde kontrovers und lehnten teils das Motiv der Arbeit ab, andere lobten das Talent des jungen Malers.

## Bildmotiv und Bildtitel
Das Motiv für die Darstellung der Parkettarbeiter fand Caillebotte in der elterlichen Wohnung in der Pariser Rue Miromesnil Nr. 77. Aus erhaltenen Dokumenten ist bekannt, dass dort von Ende 1874 bis Mai 1875 Renovierungsarbeiten vorgenommen wurden. Das Haus, in dem seine Familie ab 1868 lebte, entstand im Zuge der unter dem Präfekten Georges-Eugène Haussmann vorgenommenen Modernisierung von Paris und war erst wenige Jahre alt, als Caillebotte die Arbeit der Handwerker malte. Der Titel Die Parkettschleifer ist für die dargestellten Arbeiten insofern irreführend, da keine der gezeigten Personen im eigentlichen Sinn mit dem Abschleifen von Parkett beschäftigt ist. Nach den Recherchen des Kunsthistorikers Kirk Varnedoe zeigt Caillebotte demnach nicht Arbeiter, die eine alte Wachsschicht abschleifen, sondern während sie Mängel an einem relativ neuen Fußboden beheben. Varnedoe vermutet, dass sich die Dielen entlang der Fugen bei der Trocknung des Holzes geschüsselt – also nach oben verformt – hatten. Die dunkle, glänzende Oberfläche der Bodendielen in Caillebottes Gemälden ist durch den Auftrag und das Einpolieren von Öl oder Bohnerwachs entstanden. Durch das Hobeln und Abziehen des Bodens wurde die ursprünglich matte und helle Farbe des Holzes sichtbar. Die freigelegten hellen Streifen zeigen, dass sich die Dielen quer zur Längsachse entlang der Nut- und Federverbindungen nach oben gewölbt hatten. Die helle Fläche zeigt eine bereits fertig abgezogenen Holzfläche. Der rechte Arbeiter auf dem Bild von 1875 sowie der Arbeiter auf dem Bild von 1876 verwenden einen Hobel (französisch rabot), um die aufgewölbten Längsfugen zwischen den Dielen abzutragen und der linke Arbeiter auf dem ersten Bild trägt mit einer Ziehklinge (französisch racloir) die beim Hobeln stehen gelassene Holzoberfläche in der Mitte der Dielen ab, um auch dort das rohe Holz freizulegen. Hiervon leiten sich alternativen Übersetzungen des Bildtitels Die Parkettabzieher und Die Parketthobler ab.

## Vorbereitende Zeichnungen
Zunächst fertigte Caillebotte eine Reihe von Zeichnungen an, welche die unterschiedlichen Arbeitsprozesse dokumentieren und die Männer in verschiedenen Körperhaltungen zeigen. Als genauer Beobachter skizzierte er mit Bleistift auf Papier die Handwerker beim Umgang mit ihren Werkzeugen. Er stellt sie beim Abziehen des Parketts in typisch knienden Körperhaltungen dar oder zeigt sie in sitzender Position beim Schärfen der Klingen. Es gibt zudem Detailzeichnungen von den Händen oder eines Balkongitters. Diese Skizzen zeichnete er wahrscheinlich direkt vor Ort in den Zimmern, in denen die Handwerker arbeiteten. Die Gemälde hingegen entstanden später in seinem Atelier im Dachgeschoss.

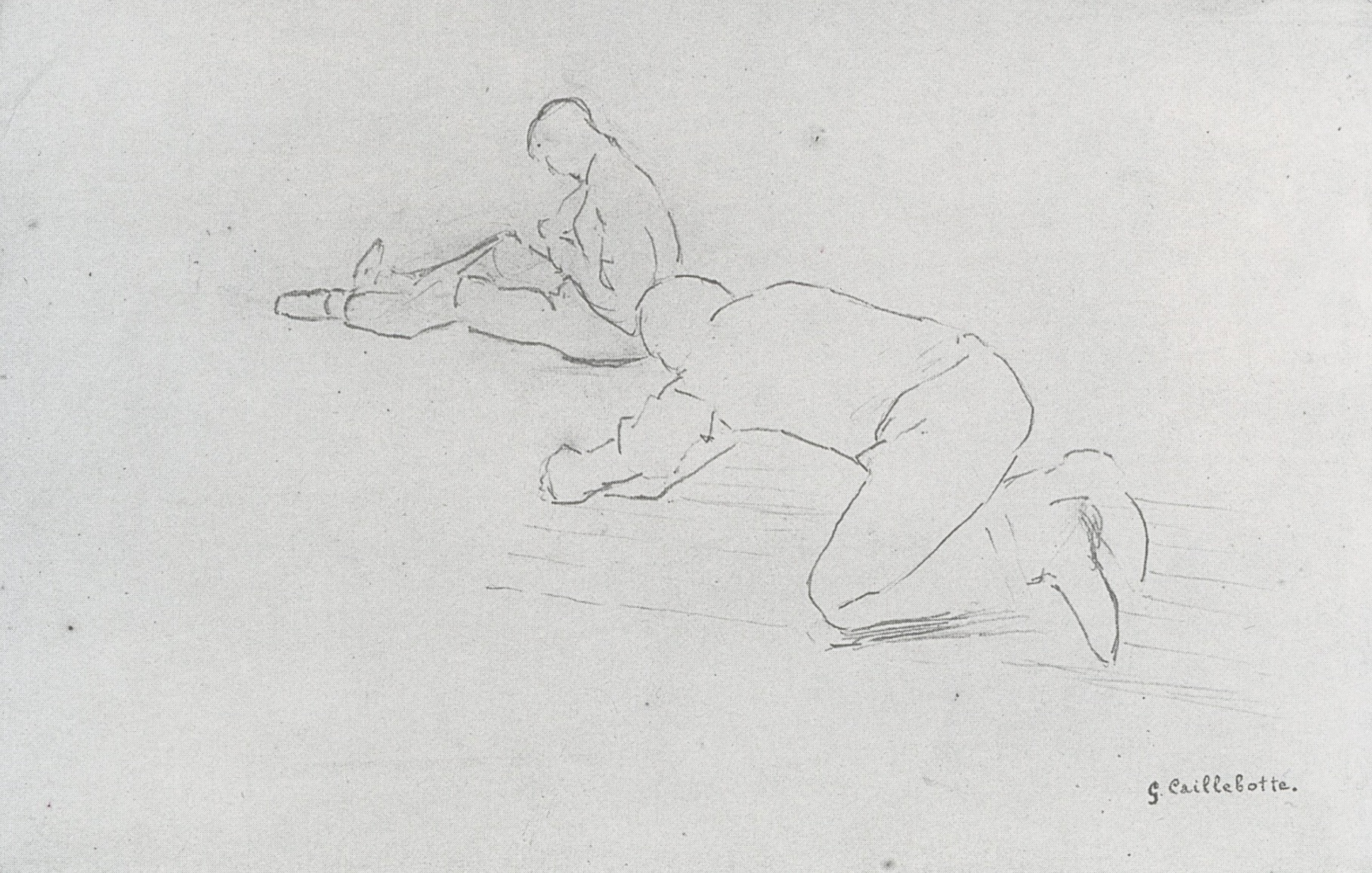
Studie zweier Parkettarbeiter
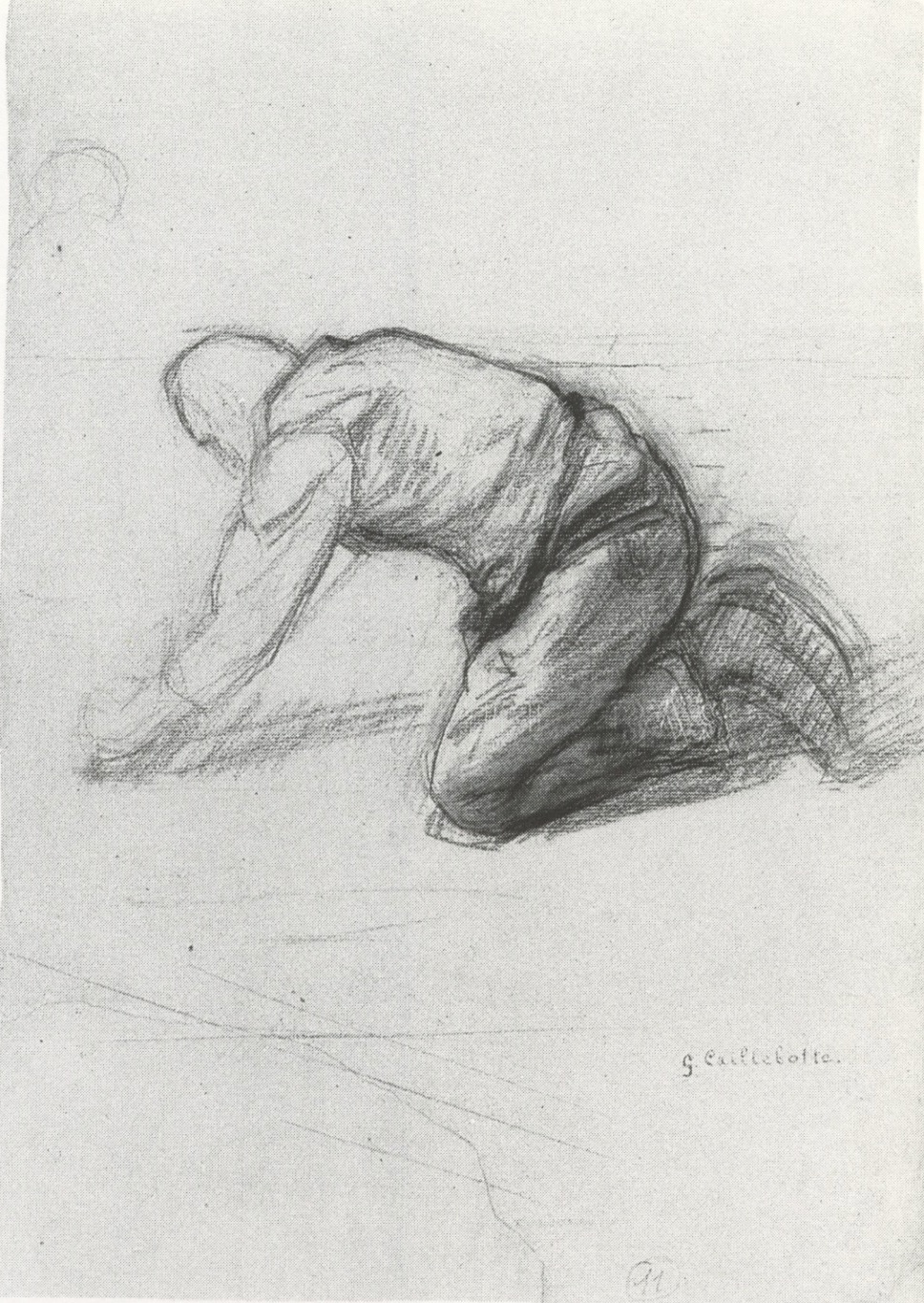
Studie eines Parkettarbeiters, im Profil nach links schauend
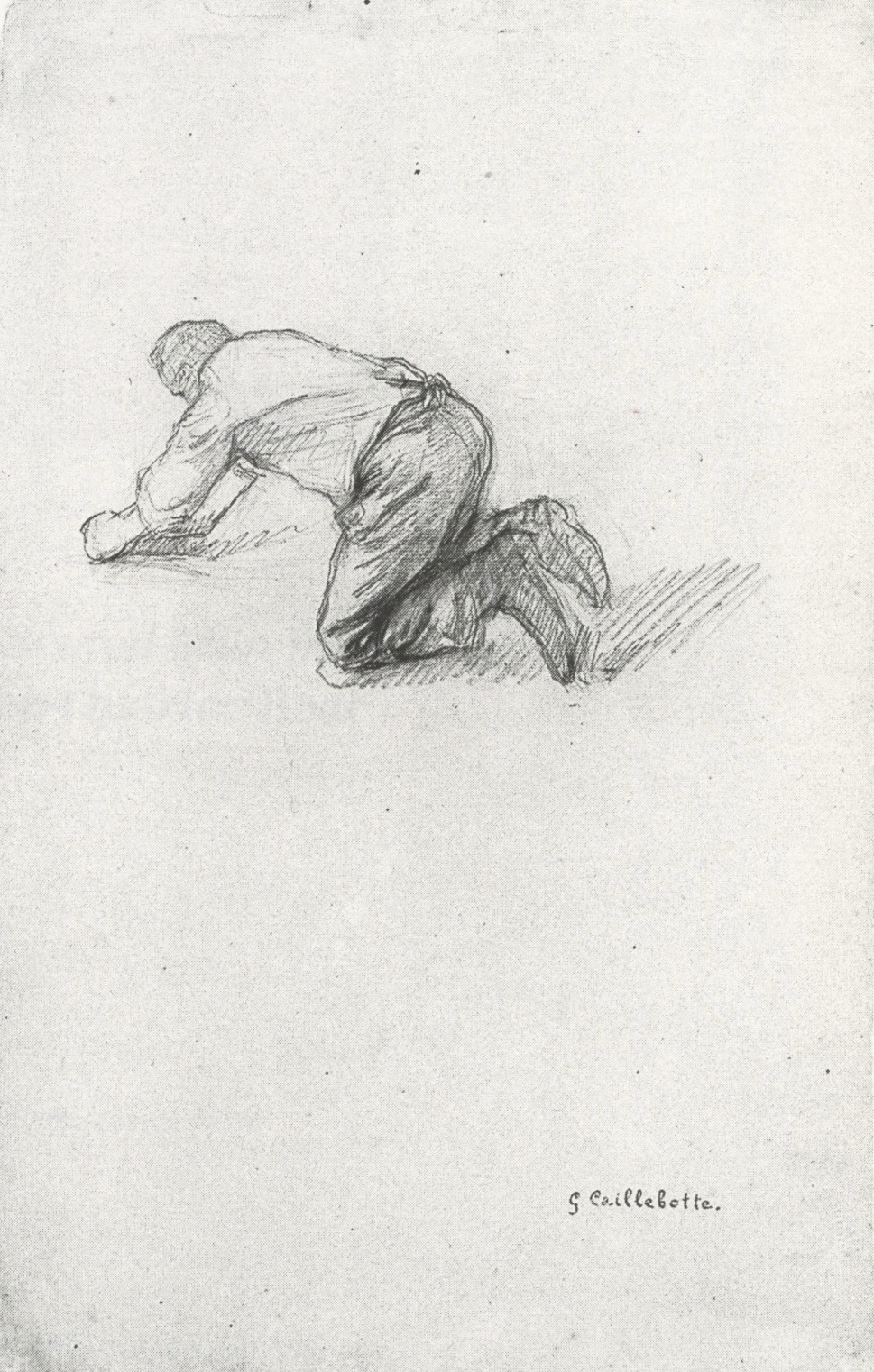
Studie eines Parkettarbeiters, im Profil nach links schauend
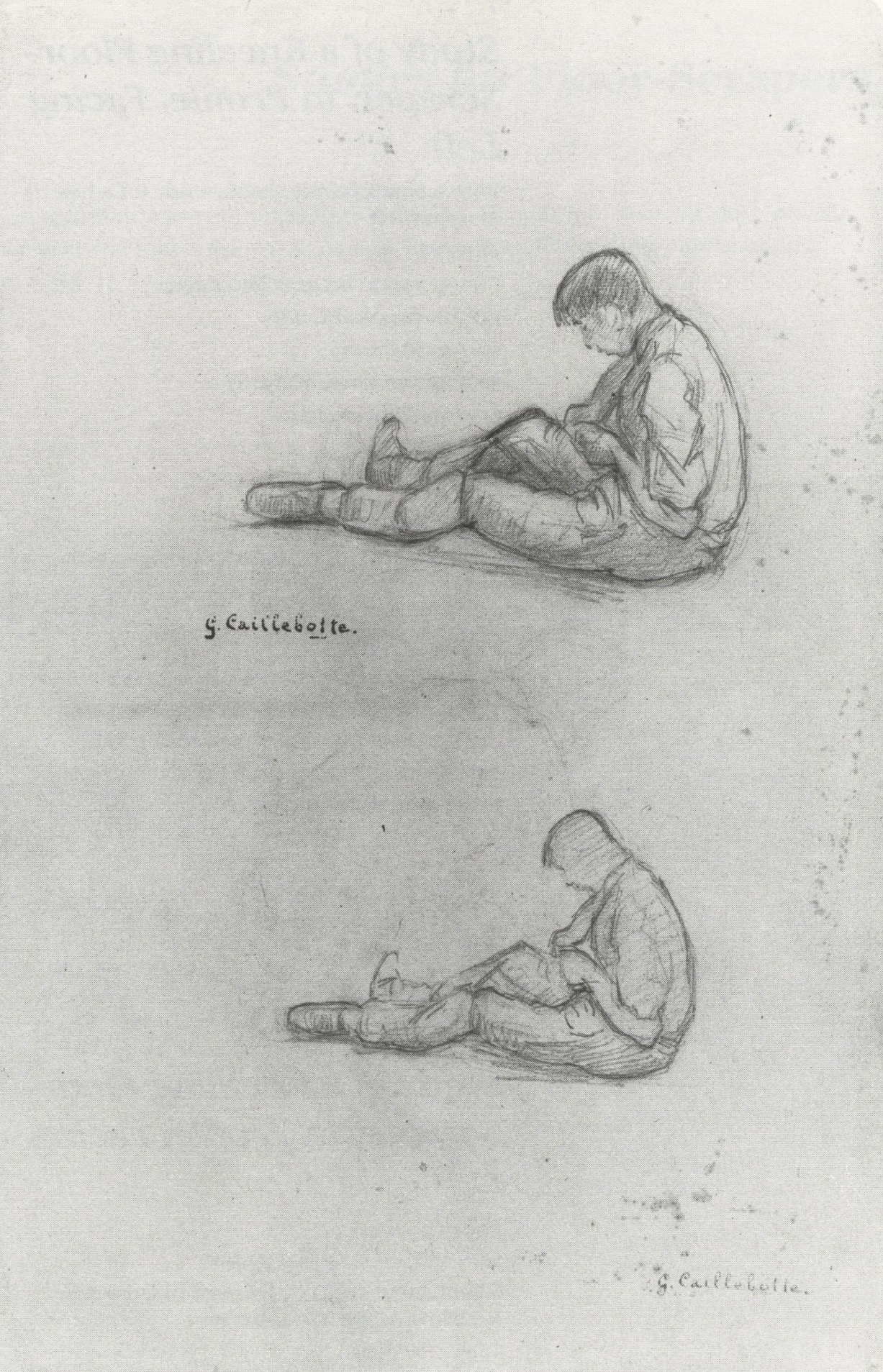
Studie zweier sitzender junger Männer, im Profil nach links schauend
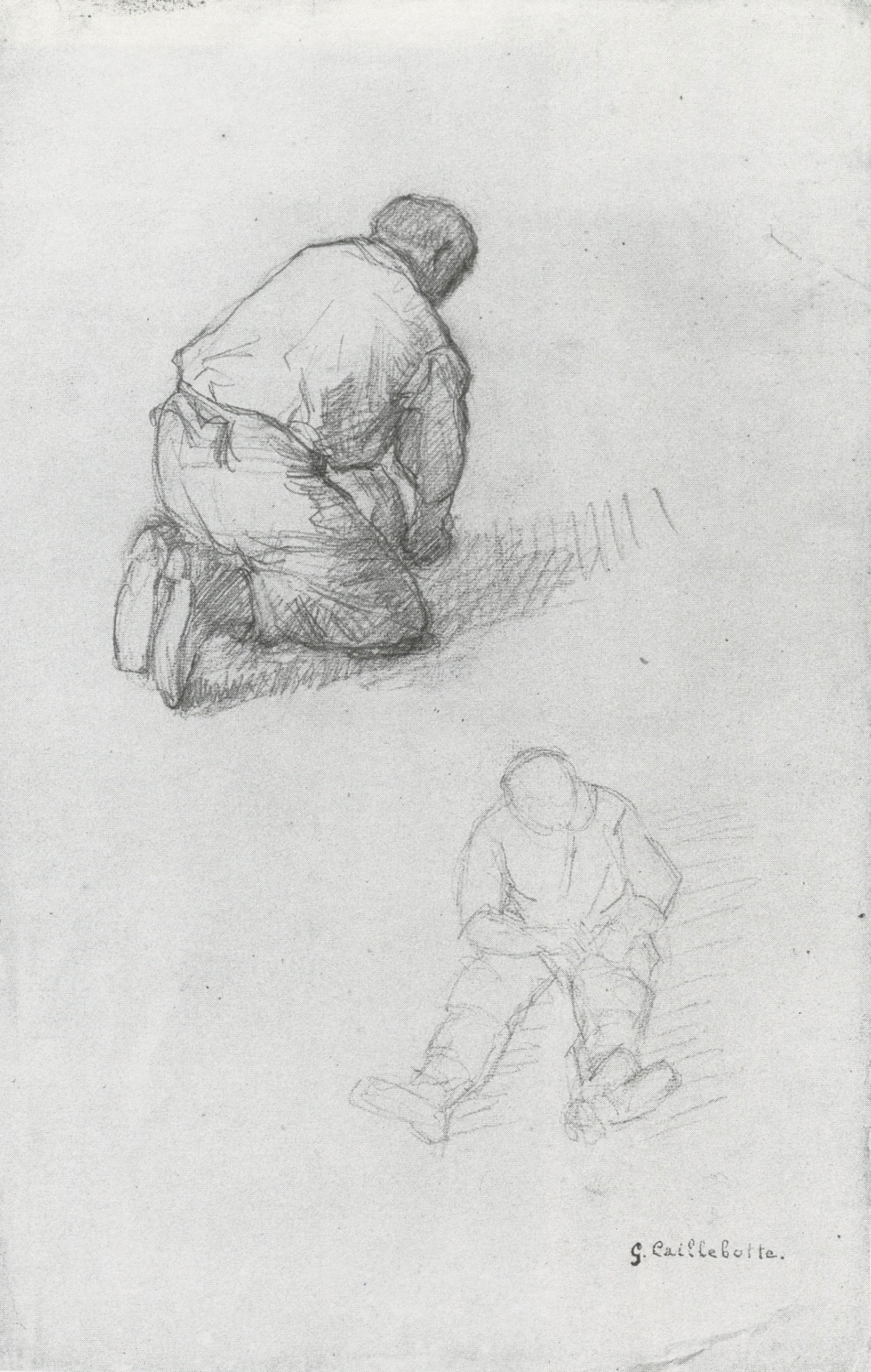
Studie zweier Parkettarbeiter: Sitzender Mann von vorn; Kniender Mann in Dreiviertelansicht von hinten
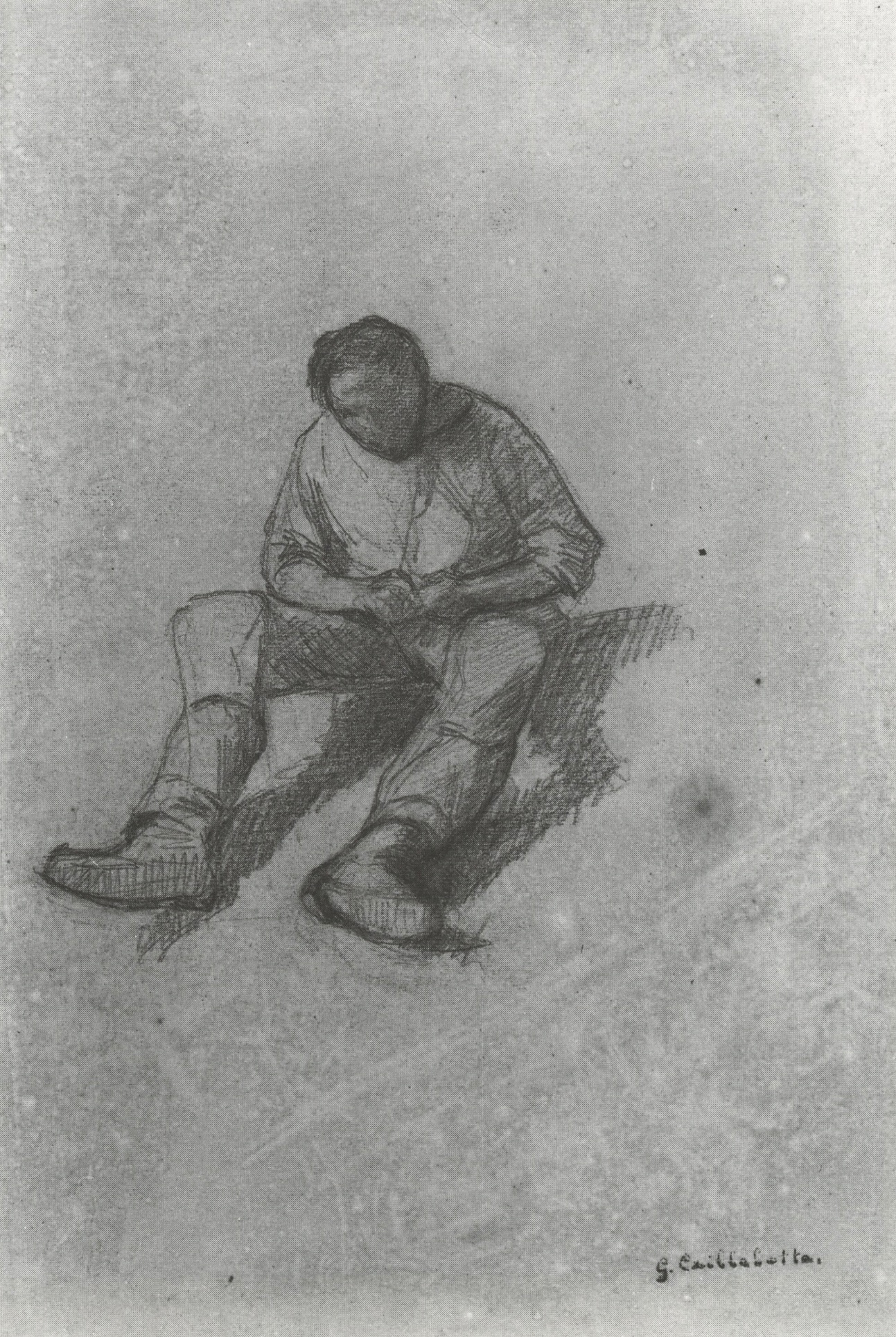
Studie eines sitzenden Mannes, Ansicht von vorn
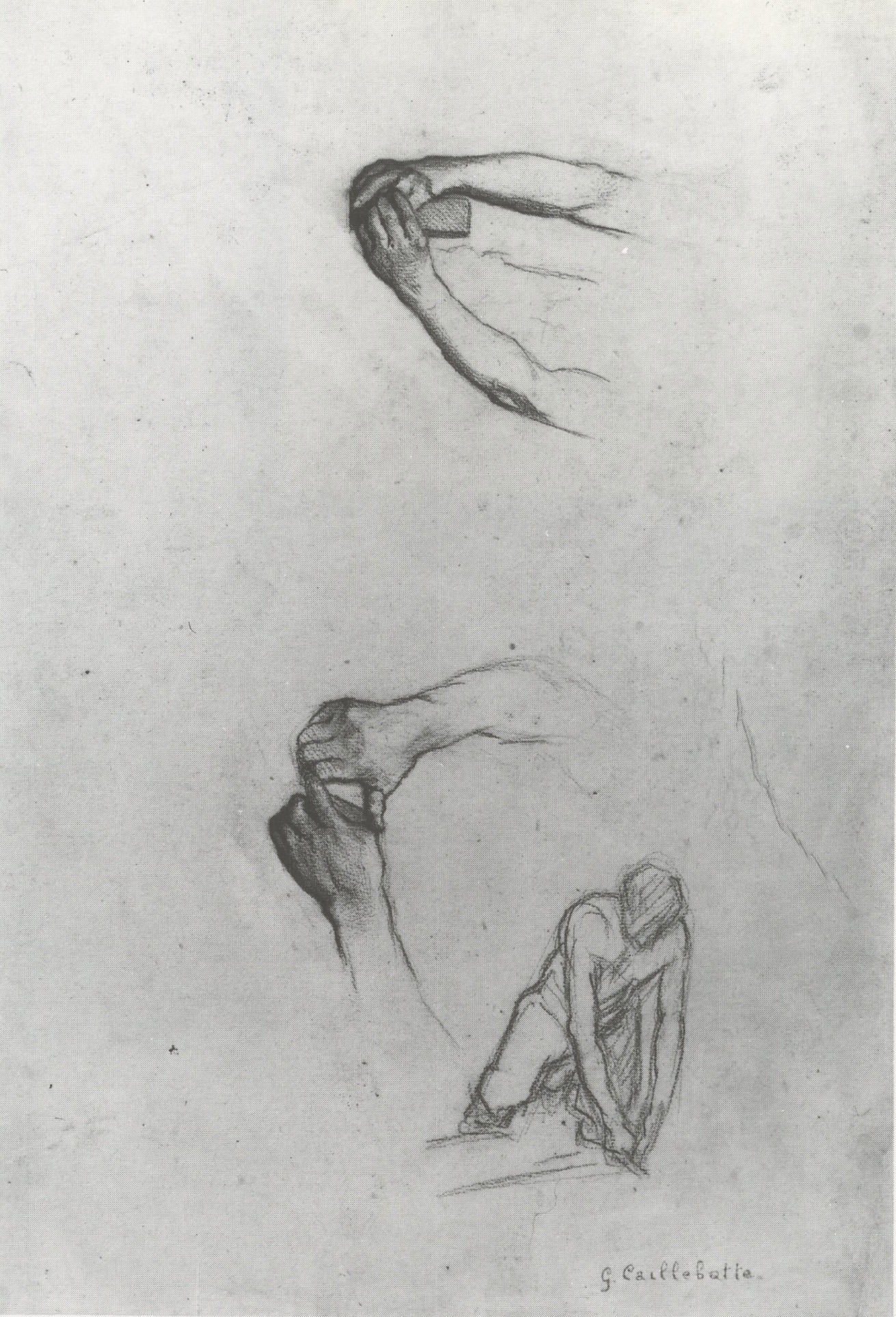
Drei Studien der Parkettarbeiter: Zwei Studien der Hände, Studie eines knienden Mannes von vorn
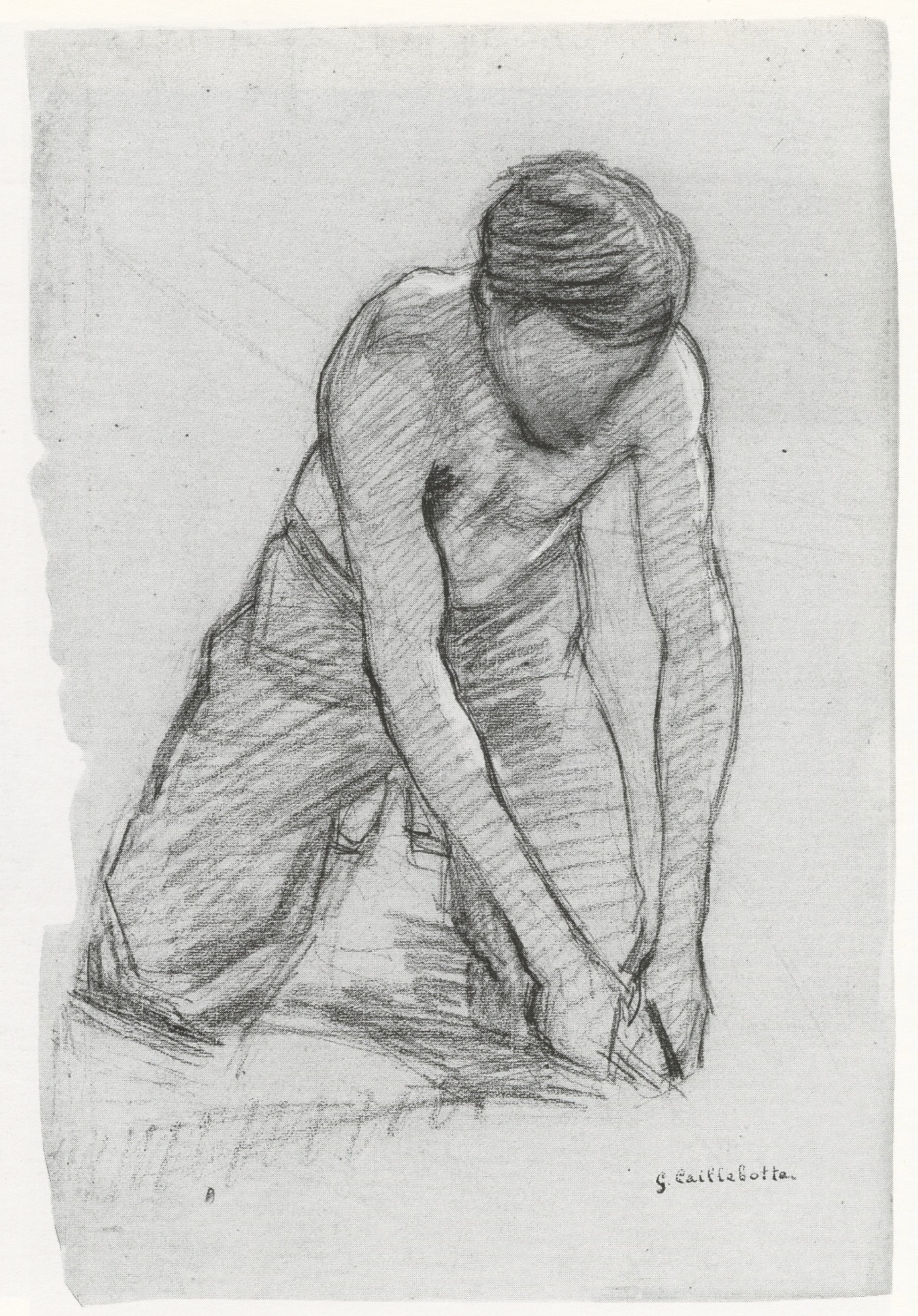
Studie eines knienden Parkettarbeiters mit nacktem Oberkörper, Ansicht von vorn
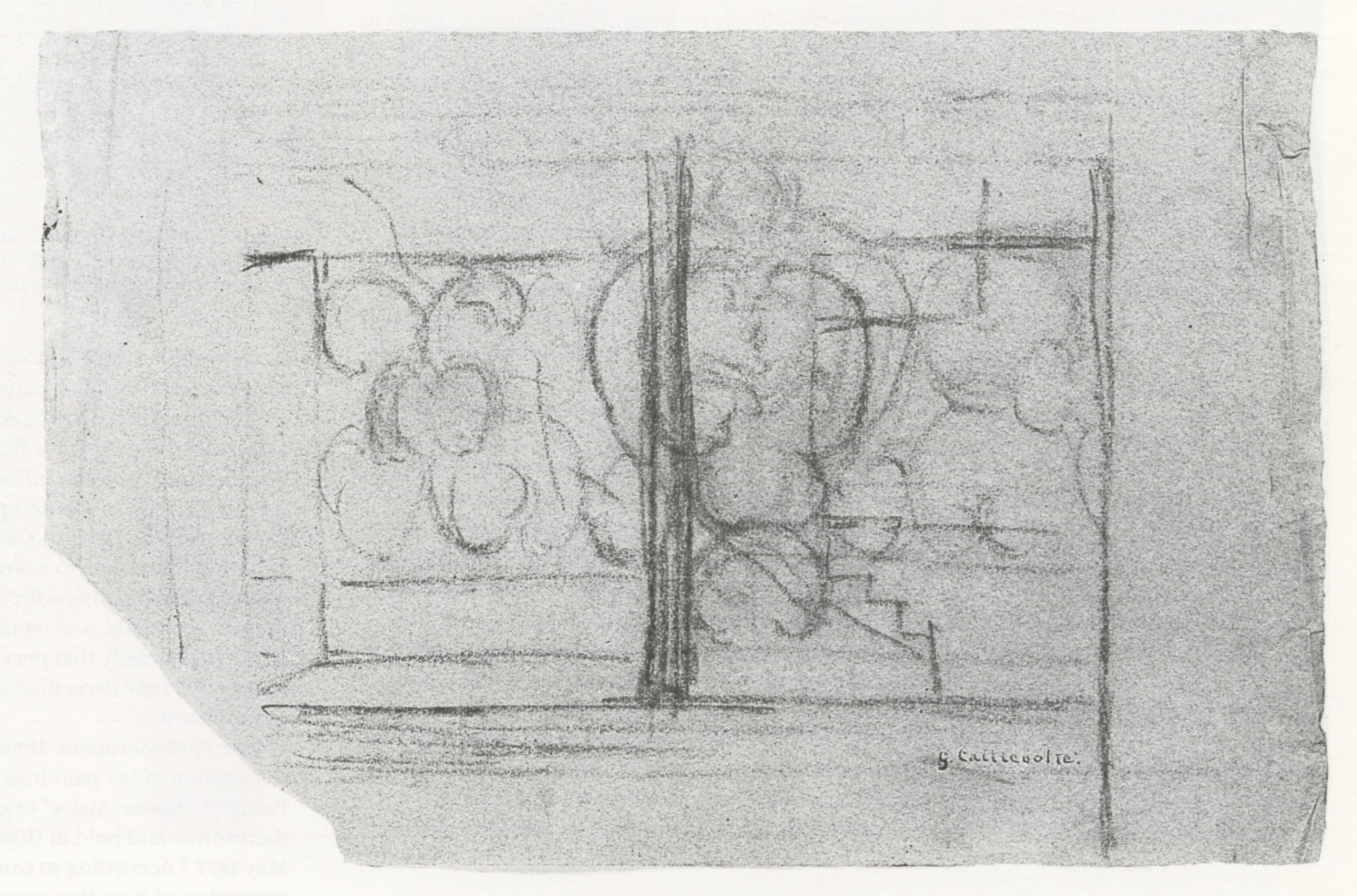
Studie eines Balkongitters, durch ein Fenster gesehen
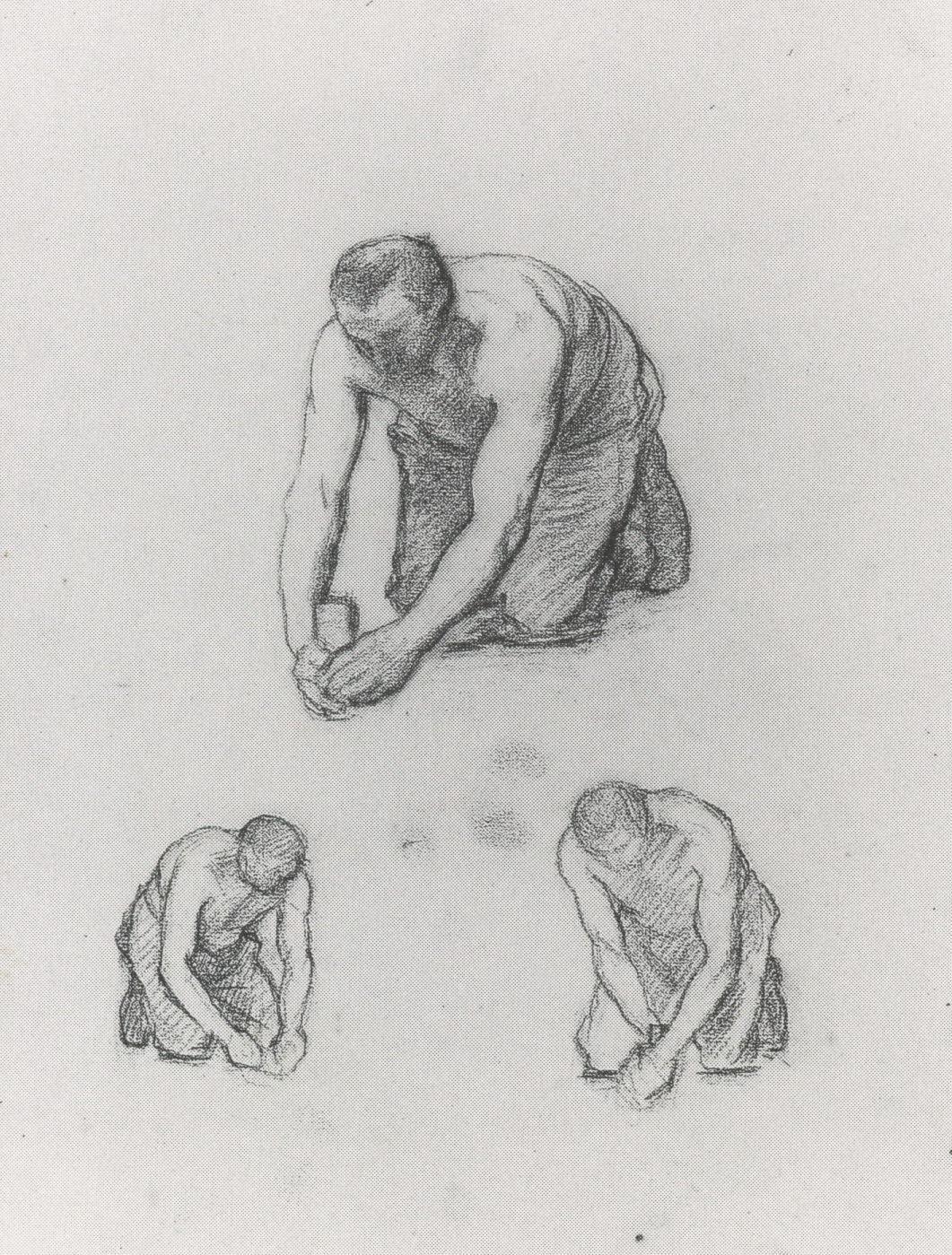
Studie von drei knienden Männern

## Ölskizze zur ersten Gemäldeversion

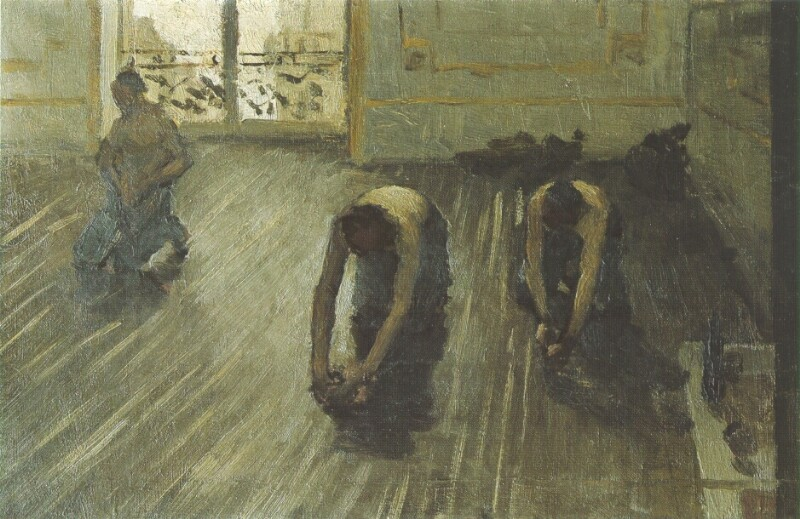
Die Parkettschleifer
Ölstudie zur ersten Gemäldeversion
Gustave Caillebotte, 1875
26 × 39 cm
Öl auf Leinwand
Privatsammlung

Zur Vorbereitung der großformatigen ersten Gemäldeversion erstellte Caillebotte zunächst eine kleine Ölskizze. In dieser ersten Studie ist bereits das wesentliche Schema der späteren Komposition vorhanden. Abgesehen vom flüchtigen Pinselstrich, unterscheidet sich der Raum in der Skizze von der folgenden Darstellung in der ersten Gemäldeversion vor allem in den Formen des Fenstergitters und den Wandtäfelungen. Während in der Studie das Balkongitter noch eher florale Motive zeigt, sind in der späteren Gemäldeversion überwiegend Bogenformen zu erkennen. Die Wandtäfelung neben dem Fenster ist in der Vorstudie ein mehrfach gerahmtes großes Feld, während in der Gemäldeversion Reihen von kleineren Kassetten die Wandgestaltung prägen. Da auch der Blick aus dem Fenster ein anderes Bild der gegenüberliegenden Häuser zeigt, ist es möglich, dass die Vorstudie einen anderen Raum beschreibt, als die spätere Gemäldeversion. Die Kunsthistorikerin Anne Distel vermutete, dass der Raum der Vorstudie möglicherweise in einer anderen Etage lag, als der Raum der ersten Gemäldeversion. Bei den drei Handwerken im Raum erscheinen die mittlere und rechte Figur nahezu identisch auch in der späteren Gemäldefassung. Hingegen wird der Handwerker auf der linke Seite in der Vorstudie in einer komplett anderer Haltung gezeigt als in der finalen Ausführung. In der Vorstudie kniet er mit aufrechtem Rücken und hält beide Hände vor sich. In der Gemäldeversion ist er seitlich gedreht mit vorgestrecktem Oberkörper und einer zum Boden reichenden Hand zu sehen.

## Erste Gemäldeversion

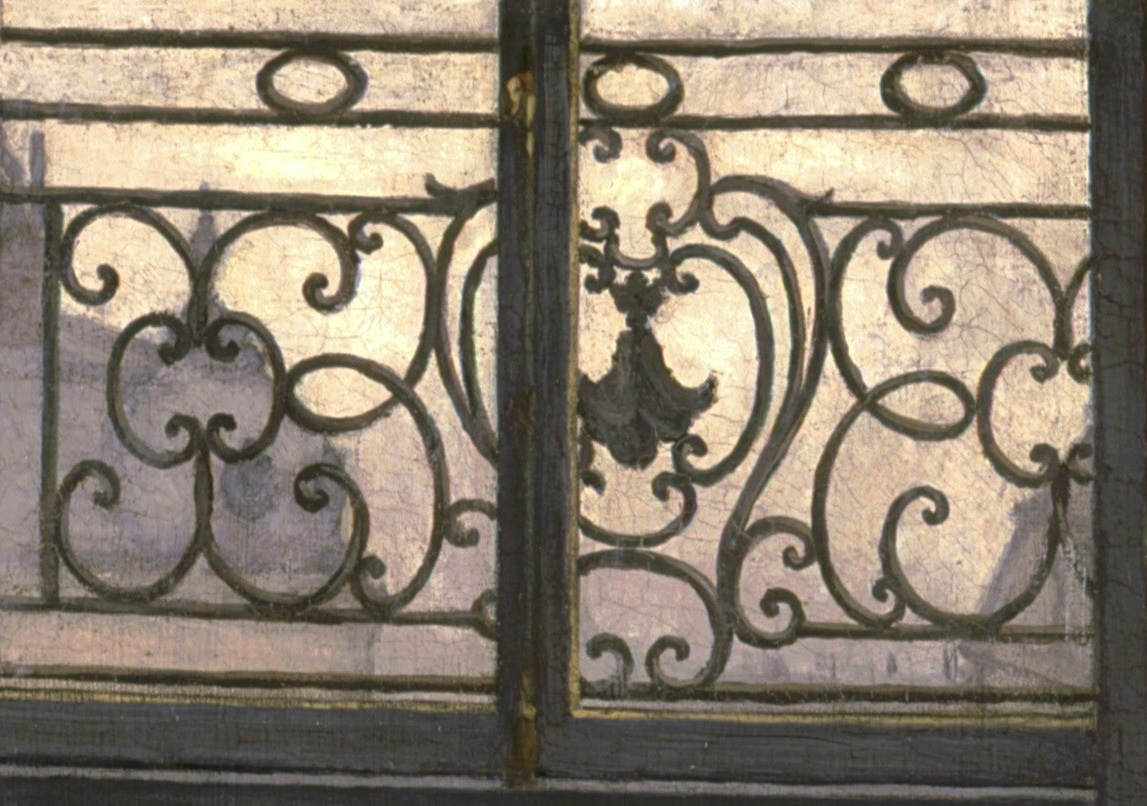
Gustave Caillebotte: Die Parkettschleifer, 1. Fassung, Detailansicht des Fensters

Das Gemälde zeigt ein Interieur mit drei Handwerkern. In einem leer geräumten Zimmer fällt der Blick von oben auf die mit Arbeiten an einem Holzfußboden beschäftigten Männer. Der glänzend lackierte Fußboden wurde von den Arbeitern teilweise bereits behandelt, wovon die hellen Holzpartien und die auf dem Boden verteilten Holzspäne zeugen. Mit seinen nach hinten verlaufenden Holzdielen nimmt der Boden in der Raumansicht eine große Fläche ein; am oberen und rechten Bildrand sind der untere Bereich der Wände beziehungsweise eines Fensters zu sehen. In dem mit hoher Horizontlinie nach hinten geweiteten Raum sieht der Kunsthistoriker Kirk Varnedoe „einen kippenden Boden, der bedrohlich unwirklich wirkt“. Die Wände sind mit Paneelen verkleidet, bei denen sich vergoldete Zierleisten vom weißen Grund absetzen. Neben umlaufenden Leisten gliedern kassettenartige Felder die Wand. Durch die horizontalen Linien der Wandpaneele und den vertikalen Linien des Holzfußbodens ergibt sich eine durch geometrische Komponenten geprägte Raumwirkung. Dem steht die bogenförmige Ornamentik des Fenstergitters gegenüber. Dahinter erscheint die Außenwelt in Form gegenüberliegender Hausdächer und einem hellgrauen Himmel. Durch das bis zum Boden reichende geschlossene Fenster fällt ein diffuses Licht ins Zimmer.
Die drei Parkettarbeiter sind im Gemälde nebeneinander angeordnet. Sie tragen lange dunkle Arbeitshosen, die Oberkörper sind nackt. Die zentrale Figur in der Bildmitte und der Mann rechts neben ihm erscheinen in ähnlicher Körperhaltung. Beide sind frontal zum Bildbetrachter positioniert, während sie kniend den Oberkörper nach vorn beugen. Mit ausgestreckten Armen bearbeiten sie mit Werkzeugen das Parkett. Der Mann auf der rechten Seite hält mit beiden Händen einen Hobel fest, mit dem er die unebenen Kanten der Bretter bearbeitet. Der Mann in der Bildmitte ist beim folgenden Arbeitsgang mit einer Ziehklinge dargestellt. Der am linken Rand weiter nach hinten versetzte dritte Arbeiter ist schräg von der Seite zu sehen. Während er sich mit der linken Hand abstützt, greift er mit der rechten Hand vor sich zu einem messerähnlichen Werkzeug auf dem Boden. Hiermit könnte er beispielsweise lose Nägel im Parkett entfernen. Als weiteres Werkzeug ragt vom unteren Bildrand eine Feile ins Bild, die zur Schärfung der Werkzeuge eingesetzt wurde. Zudem liegt ein Hammer zwischen den Männern auf der rechten Seite. In der hinteren Ecke befindet sich ein Sack, mit dem die Handwerker ihre Utensilien transportiert haben. Darauf und daneben liegen gerade nicht benötigte Knieschoner. Auf der rechten Seite ist auf einem hellen Untergrund eine dunkle Flasche und ein gefülltes Glas zu sehen. Es bleibt offen, ob es sich um Rotwein für die Handwerker handelt, oder ob sich hierin eine dunkle Flüssigkeit zur Behandlung des Holzes befindet. Die Signatur „G. Caillebotte 1875“ befindet sich auf dem Parkett in der rechten unteren Ecke.

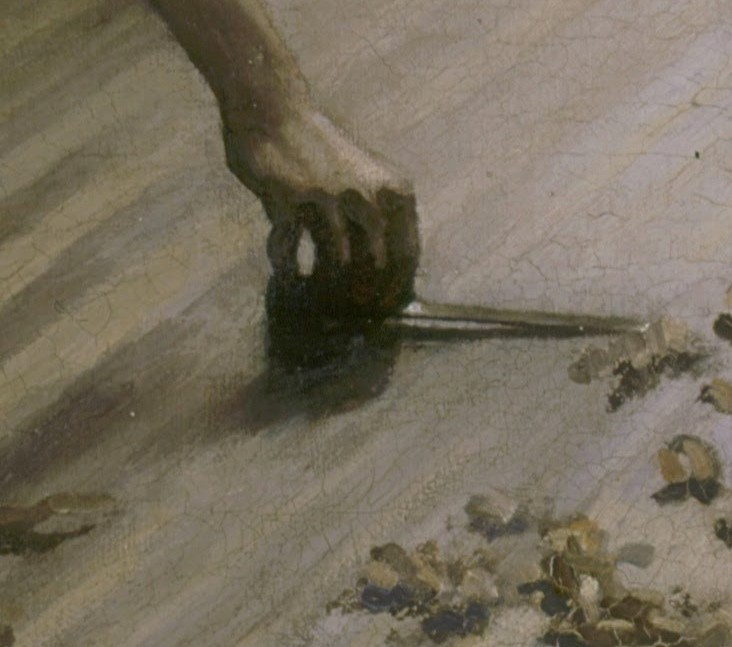
Detailansicht der Hand des linken Parkettarbeiters
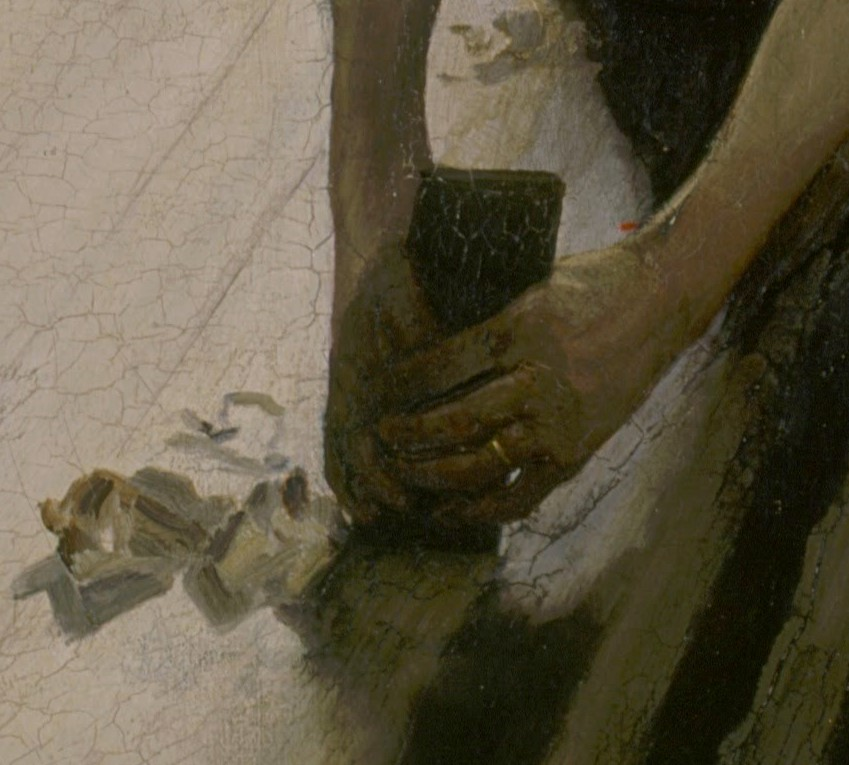
Detailansicht der Hände des Parkettarbeiters in der Mitte
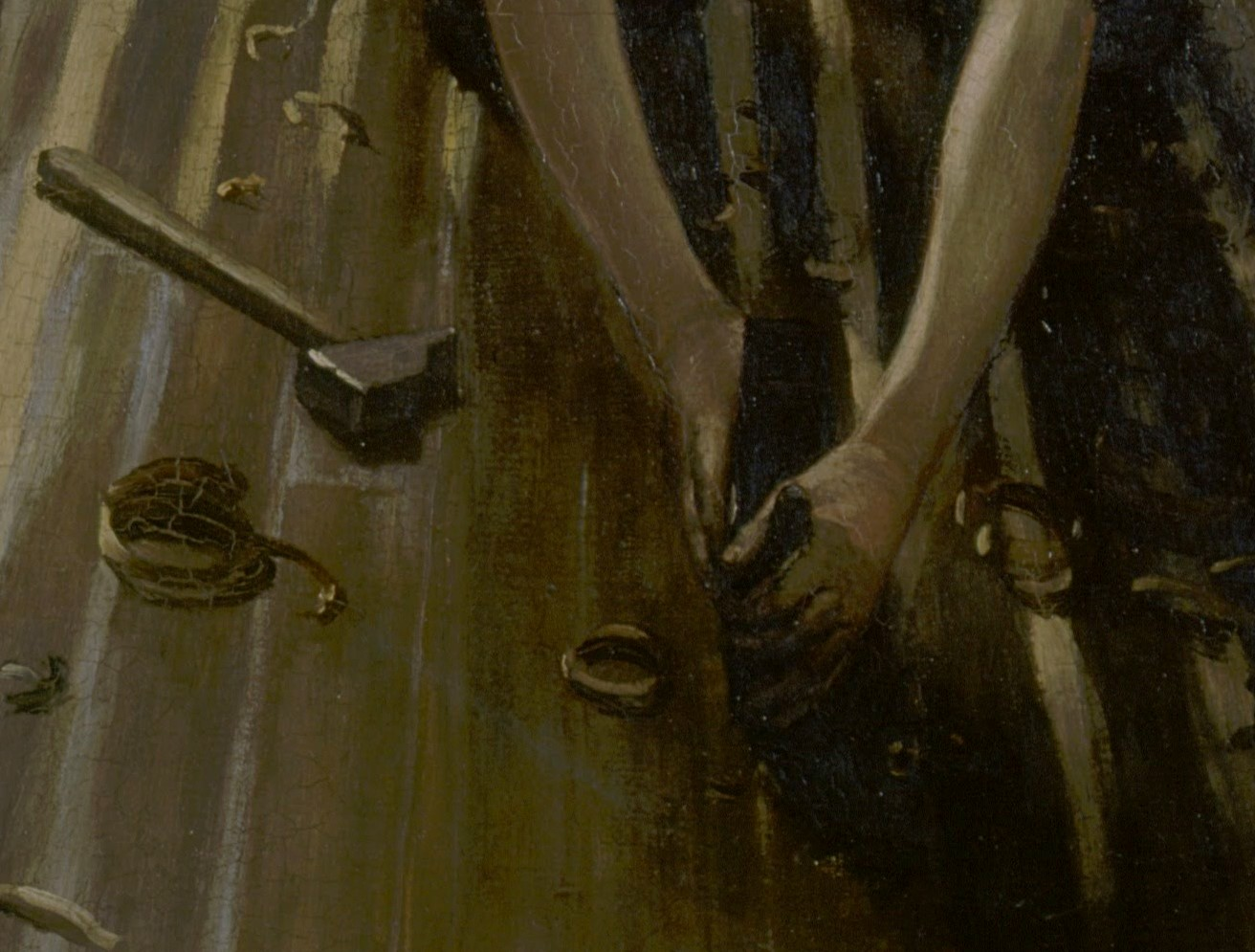
Detailansicht der Hände des rechten Parkettarbeiters

Durch die Arbeit am Fußboden ins Schwitzen gekommen, erscheinen insbesondere die nackten Rückenpartien der Männer glänzend. Obwohl die Männer schwere Arbeit gewohnt sind, wirken ihre Körper wenig muskulös und ihre Arme unnatürlich in die Länge gezogen. Alle drei Handwerker sind vertieft in ihre Arbeit. Auch wenn der Handwerker auf der rechten Seite und der Mann in der Mitte sich die Köpfe zuzuneigen scheinen, wird nicht deutlich, ob sie miteinander kommunizieren, oder lediglich zufällig diese Kopfhaltung einnehmen. Ihre Gesichter sind kaum zu erkennen und ihre Physiognomie erscheint gleichartig. Kirk Varnedoe sah daher die Möglichkeit, dass im Gemälde dreimal derselbe Mann zu sehen ist, der jeweils verschiedene Arbeitsschritte ausübt. In ähnlicher Weise hatte bereits 1866 Claude Monet seine Geliebte Camille Doncieux dreimal im Gemälde Frauen im Garten dargestellt. Die Kunsthistorikerin Karin Sagner schrieb hierzu, Caillebotte zeige im Bild der Parkettschleifer „verschiedene Phasen der Arbeit und unterschiedliche Haltungen bei den vom Aussehen kaum differenzierten Männern“. Er betone so „den repetitiven Charakter ihrer Tätigkeit“.

## Zweite Gemäldeversion

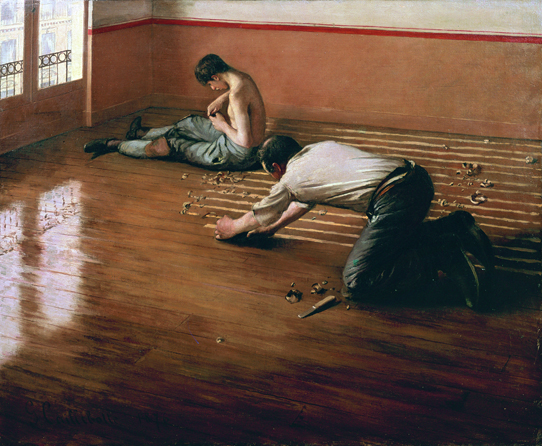
Die Parkettschleifer
Zweite Gemäldeversion
Gustave Caillebotte, 1876
102 × 146,5 cm
Öl auf Leinwand
Privatsammlung

Die zweite Gemäldevariante schuf Caillebotte ein Jahr nach der ersten Gemäldeversion. Es handelt sich hierbei nicht um eine Wiederholung der vorherigen Bildkomposition, sondern um eine neue Ausführung bei Beibehaltung des Themas. Diese Praxis wandte Caillebotte beim Motiv der Parkettschleifer erstmals an; in seinen späteren Werken findet sich wiederholt diese Arbeitsweise.
Auch in der zweiten Gemäldeversion griff Caillebotte auf seinen Fundus der vorbereitenden Zeichnungen zurück. Diesmal sind zwei Handwerker in einem Zimmer zu sehen, wobei der Raum wenig Ähnlichkeiten zum herrschaftlichen Ambiente der ersten Variante hat. Der Blick geht nicht frontal zur Außenwand mit dem Fenster, sondern streift diagonal durch den Raum auf eine Ecke zu, an der von rechts eine Seitenwand auf die von links ins Bild ragende Außenwand trifft. Statt Paneelen beschränkt sich die Wanddekoration auf einen zweifarbigen Anstrich mit abgesetzter Bordüre. So trennt eine umlaufende rote Linie den rotbraunen Sockelbereich vom oberen weißen Teil der Wand. In den linken oberen Ecke befindet sich ein von den Bildrändern beschnittenes Fenster, das bis nahe an den Boden reicht. Vor dem geschlossenen Fenster ist außen ein Balkongitter aus geraden vertikalen Streben angebracht, das oben durch ein Band mit kreisrunden Öffnungen abgeschlossen wird. Diesen strengen geometrischen Formen beim Fenster fehlt die Verspieltheit, wie sie in der ersten Gemäldeversion vorzufinden ist. Durch das Fenster geht der Blick auf eine gegenüberliegende Hausfassade.
Die beiden Handwerker sind im Raum schräg hintereinander angeordnet. Sie unterscheiden sich in Körperhaltung, Kleidung und Aussehen. Deutlich erkennbar ist der Altersunterschied zwischen den Männern. So zeigt sich beim vorderen Arbeiter bereits eine kahle Stelle im dunklen Haar. Er ist in Seitenansicht kniend mit nach vorn gebeugten Oberkörper wiedergegeben, während er mit einem Hobel die Holzdielen bearbeitet. Bekleidet ist er mit einer dunklen Hose und einem hellen Hemd oder Unterhemd. Erkennbar ist zudem sein linker Knieschützer. Daneben liegt ein gerade nicht benötigtes Messer mit Holzgriff. In der hinteren Ecke sitzt sein junger Kollege mit ausgestreckten Beinen und aufrechtem Oberkörper. Er trägt eine hellgraue Hose und darüber braunlederne Knieschützer. Der Oberkörper ist nackt und von eher schlanker Gestalt. Er hält die Hände vor seiner Brust und ist damit beschäftigt ein Werkzeug zu reinigen oder zu schärfen. Seine individuellen Gesichtszüge unterscheiden sich wesentlich von der eher schemenhaften Darstellung der anderen Arbeiter.
Die Arbeiter sind in diesem Raum mit der Arbeit noch nicht so weit fortgeschritten, wie in der ersten Gemäldeversion. Der Fußboden glänzt von der Behandlung mit einer Flüssigkeit, am linken Rand ist darauf die Spiegelung des Fensters zu erkennen. Bisher sind erst wenige schmale Bahnen des abgezogenen Parketts zu sehen. Entsprechend gibt es nur wenige Holzspäne und noch keine fertig bearbeitete Fläche. Die Kunsthistorikerin Anne Distel unterstrich, dass in dieser Version das Licht greller in den Raum scheine und es insgesamt kühler wirke, als in der vorherige Version. Das Gemälde ist unten links mit „G. Caillebotte 1876“ signiert und datiert.

## Motive der Arbeit – Vorbilder und zeitgenössische Darstellungen
Der aus einer wohlhabenden Familie stammende Gustave Caillebotte studierte ab 1871 Malerei bei den akademischen Künstlern Léon Bonnat, Alexandre Cabanel, Jean-Léon Gérôme, Adolphe Yvon und Isidore Pils. Danach orientierte er sich in seinen frühen Werken am traditionellen Stil der École des Beaux-Arts. Zu diesen frühen Arbeiten gehört das Bild Atelierinterieur mit Ofen von 1873–1874 (Privatsammlung), das sein Atelier im Dachgeschoss des elterlichen Hauses in der Rue Miromesnil Nr. 77 zeigt. In diesem Gemälde sind Kunstwerke als Raumdekoration enthaltenden, die erste Hinweise darauf geben, an welchen Vorbildern sich Caillebottes Arbeit orientierte. So finden sich im Ateliergemälde an der linken Wand zwei im Querformat ausgeführte japanische Bilder, deren typische Perspektive mit schräg ansteigenden Linien Caillebotte in zahlreichen seiner Werke übernahm. Auch in den Motiven der Parkettschleifer ist dieser Einfluss japanischer Kunst auf die Bildkomposition spürbar. Weiterhin verweist die auf der Kommode stehende Gipskopie einer männlichen Aktstatue von Jean-Antoine Houdon auf die klassische Ausbildung des Malers, zu der auch Anatomiestudien gehörten. Diese Kenntnisse halfen Caillebotte später bei der bildlichen Umsetzung der Parkettarbeiter mit ihren nackten Oberkörpern. Er schuf hierin jedoch keine idealisierten Körper, wie sie aus der Antike überliefert waren und sich in den mythologische Bildern der akademischen Maler seiner Zeit finden lassen. Stattdessen malte Caillebotte Männer mit nackten Oberkörper der Gegenwart als eine Beschreibung des Alltagslebens. Der Autor Kirk Varnedoe vermutete, dass Caillebotte das Thema der halbentblößten Parkettarbeiter teilweise auch als Vorwand nutzte, um die nackten Oberkörper der Männer im Bild festzuhalten. Bereits vor Caillebotte hatte sich der Maler Frédéric Bazille an der zeitgenössischen Darstellung nackter Oberkörper versucht, als er im Gemälde Badende (Sommerszene) von 1869 (Fogg Art Museum, Cambridge (Massachusetts)) junge Männer bei sportlichen Aktivitäten an einem Fluss porträtierte.

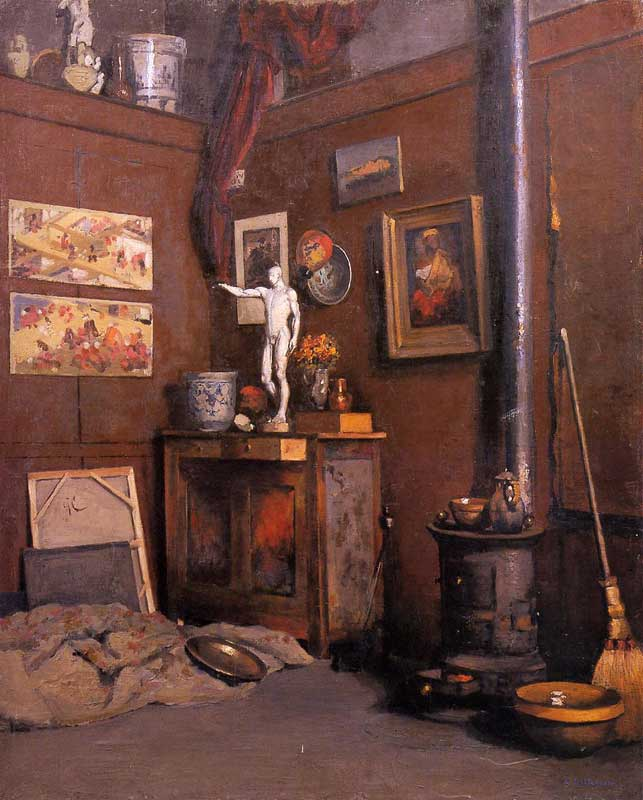
Gustave Caillebotte: Atelierinterieur mit Ofen, 1873–1874,  Privatsammlung
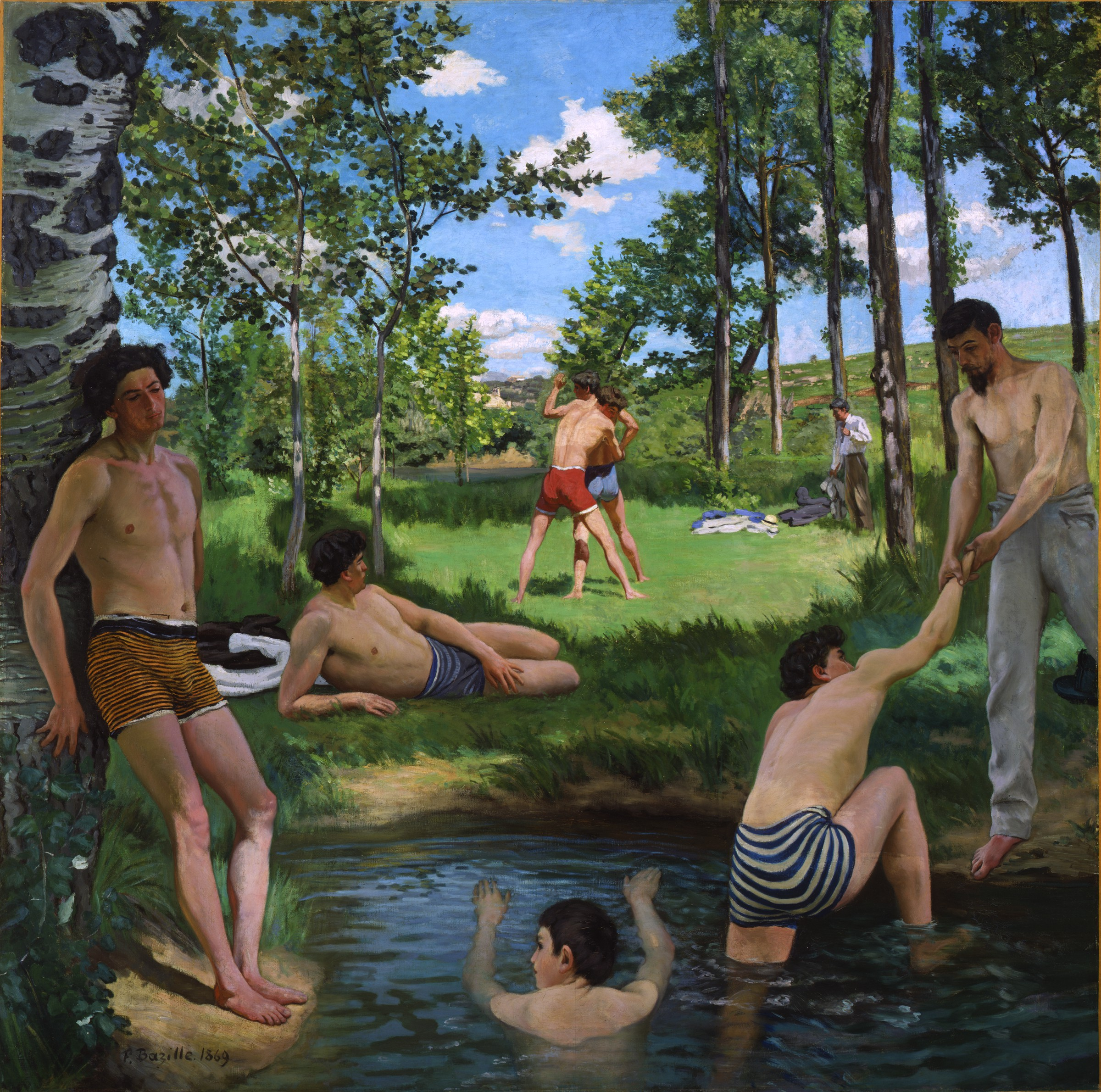
Frédéric Bazille: Badende (Sommerszene), 1869, Harvard Art Museums, Cambridge, Ma.

Von Caillebottes Lehrer Bonnat ist der Rat an seine Schüler überliefert, sie sollten besser die Wahrheit malen, als die Schönheit darzustellen. Caillebotte schuf in seinen Parkettschleifern ein „dem Naturalismus entgegenkommendes“  Motiv, blieb jedoch zugleich in seiner Malweise „recht akademisch“, wie der Kunsthistoriker Claude Keisch feststellte. Entsprechend konnte Caillebotte eine Reihe von motivischen Vorbildern bei den Künstlern des Realismus finden, die sich in unterschiedlicher Weise der Darstellung von Arbeitern widmeten. Beispiele hierfür sind die Werke von Jean-François Millet, in denen er das Arbeitsleben der ländlichen Bevölkerung festhielt. Hierzu gehören das Gemälde Ährensammlerinnen von 1857 (Musée d’Orsay, Paris) oder andere Motive mit Reisigsammlerinnen, Waldarbeitern, Schafhirten oder Feldarbeitern. Ein weiteres bekanntes Arbeitermotiv des französischen Realismus zeigte Gustave Courbet in seinem Gemälde Die Steinklopfer von 1849 (Galerie Neue Meister, Dresden, Kriegsverlust), in dem er zwei Männer in zerlumpter Kleidung bei schwerer körperlicher Tätigkeit porträtierte.

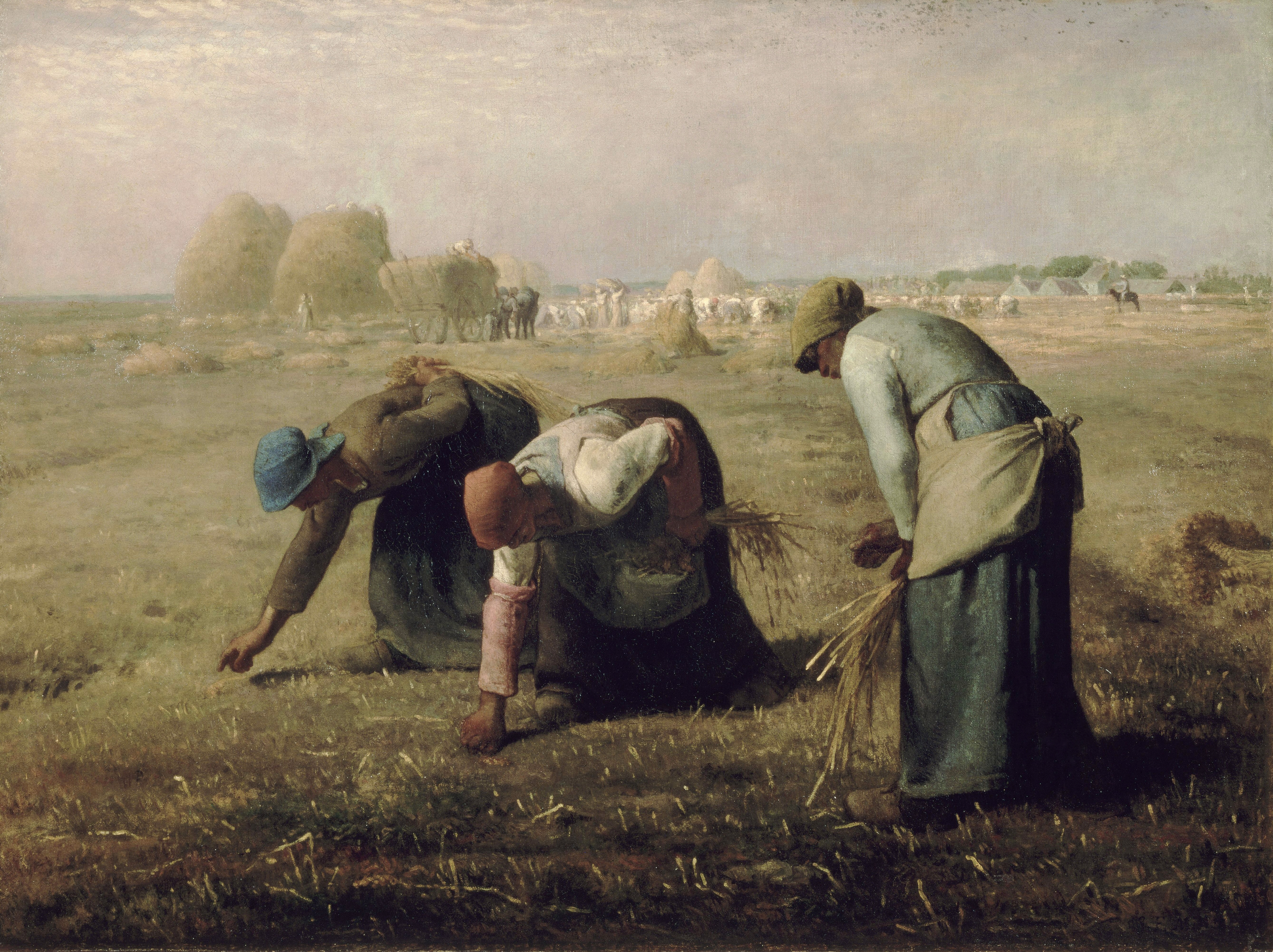
Jean-François Millet: Die Ährensammlerinnen, 1857, Musée d’Orsay, Paris
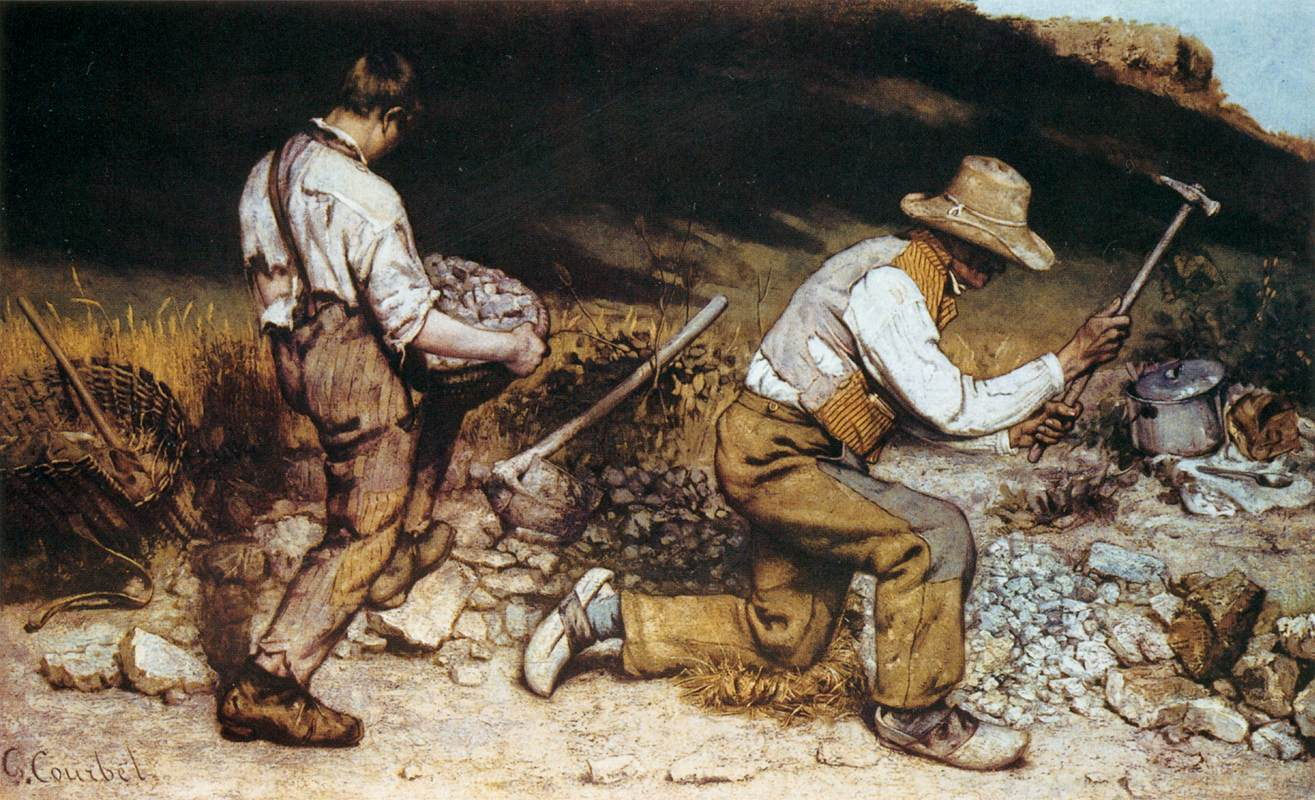
Gustave Courbet: Die Steinklopfer, 1849, Galerie Neue Meister, Dresden, Kriegsverlust

Während die Künstler des Realismus die Arbeiter vorwiegend in ländlicher Umgebung darstellten, sahen die Maler des Impressionismus in den städtischen Arbeitern ein bildwürdiges Motiv und zeigten sie als Teil des modernen Lebens. 1875, im selben Jahr in dem Caillebotte die erste Gemäldeversion der Parkettschleifer schuf, malte Claude Monet sein Bild der Kohleträger (Musée d’Orsay). Hierin zeigt er in skizzenhafter Ausführung das geschäftige Treiben am Ufer der Seine im Pariser Vorort Asnières. Die Arbeiter erscheinen im Gemälde als dunkle Gestalten, die über Bretter balancieren und Kohle von den Schiffen an Land bringen. Monet porträtierte hierin nicht einzelne Arbeiter, sondern stellt den Prozess der Arbeit als Teil einer Stadtansicht dar. Ganz anders ging Edgar Degas vor, der 1876 in der zweiten Gruppenausstellung der Impressionisten an der Seite von Caillebottes Parkettschleifern ein Gemälde mit dem Titel Blanchisseuse (silhouette) ausstellte. Hierbei handelte es sich wahrscheinlich um das Gemälde Die Büglerin von 1873 (Metropolitan Museum of Art, New York City), indem er eine einzelne Arbeiterin in einem Interieur zeigte. Die Lebensumstände der städtischen Arbeiterinnen wurden zudem wiederholt in der zeitgenössischen Literatur thematisiert. So beschreibt Joris-Karl Huysmans in seinem 1876 veröffentlichtem Erstlingswerk Marthe den sozialen Abstieg einer Fabrikarbeiterin und Émile Zola schildert in seinem 1877 erschienenen Roman Der Totschläger das Schicksal einer Wäscherin. Während sich Huysmans und Zola in ihren Romanen ebenso wie Degas in seinen Bildern vor allem mit den Frauen der Arbeiterklasse auseinandersetzten, war Caillebotte bis dahin der Einzige, „der männliche Arbeiter auf eine so monumentale Weise zeigte“. Caillebotte griff das Arbeiterthema nochmals 1877 auf und schuf die Gemälde Die Fassadenmaler. und Die Gärtner (beide Privatsammlung). Danach widmete er sich anderen Themen.

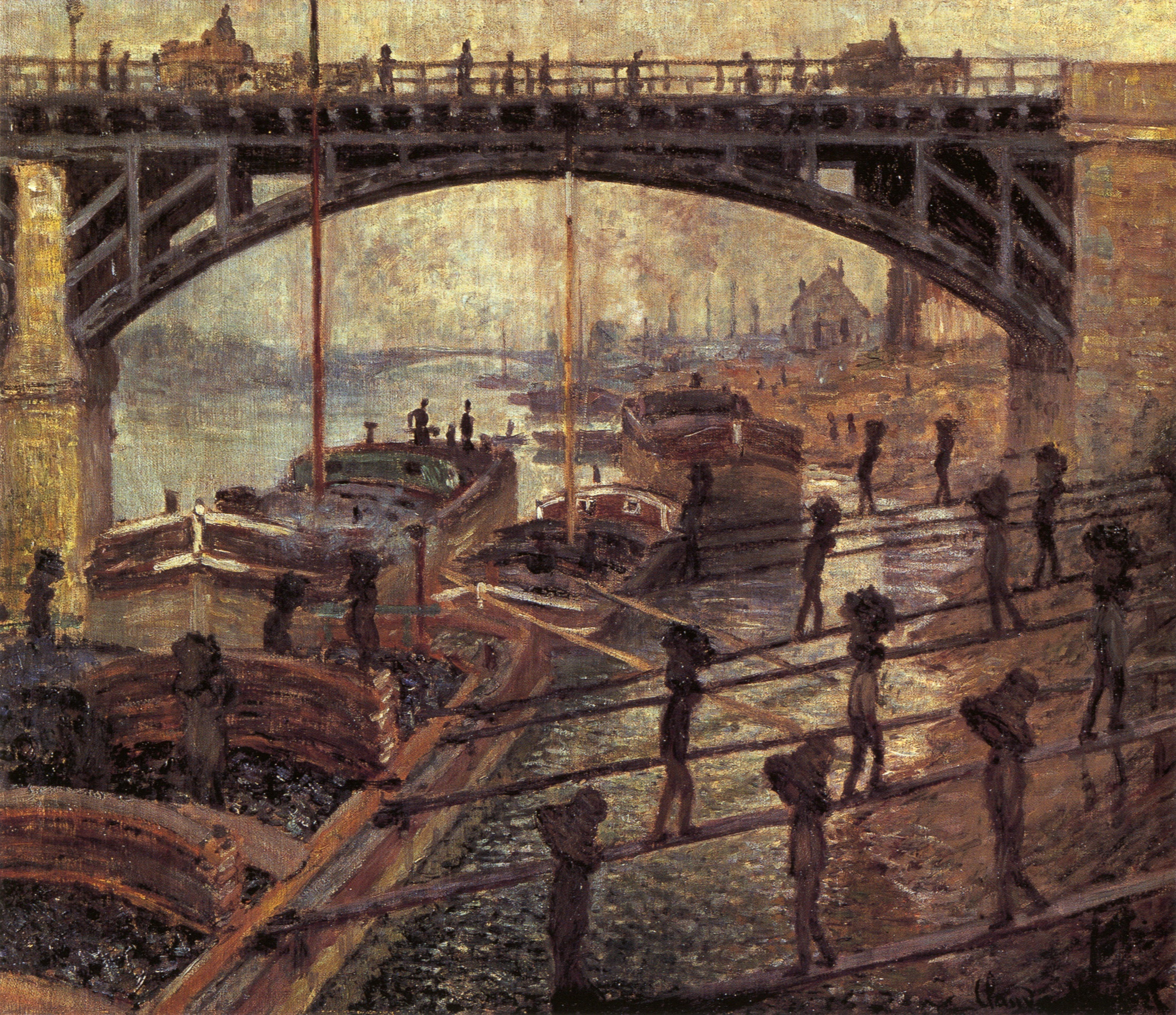
Claude Monet: Kohleträger, 1875, Musée d’Orsay, Paris
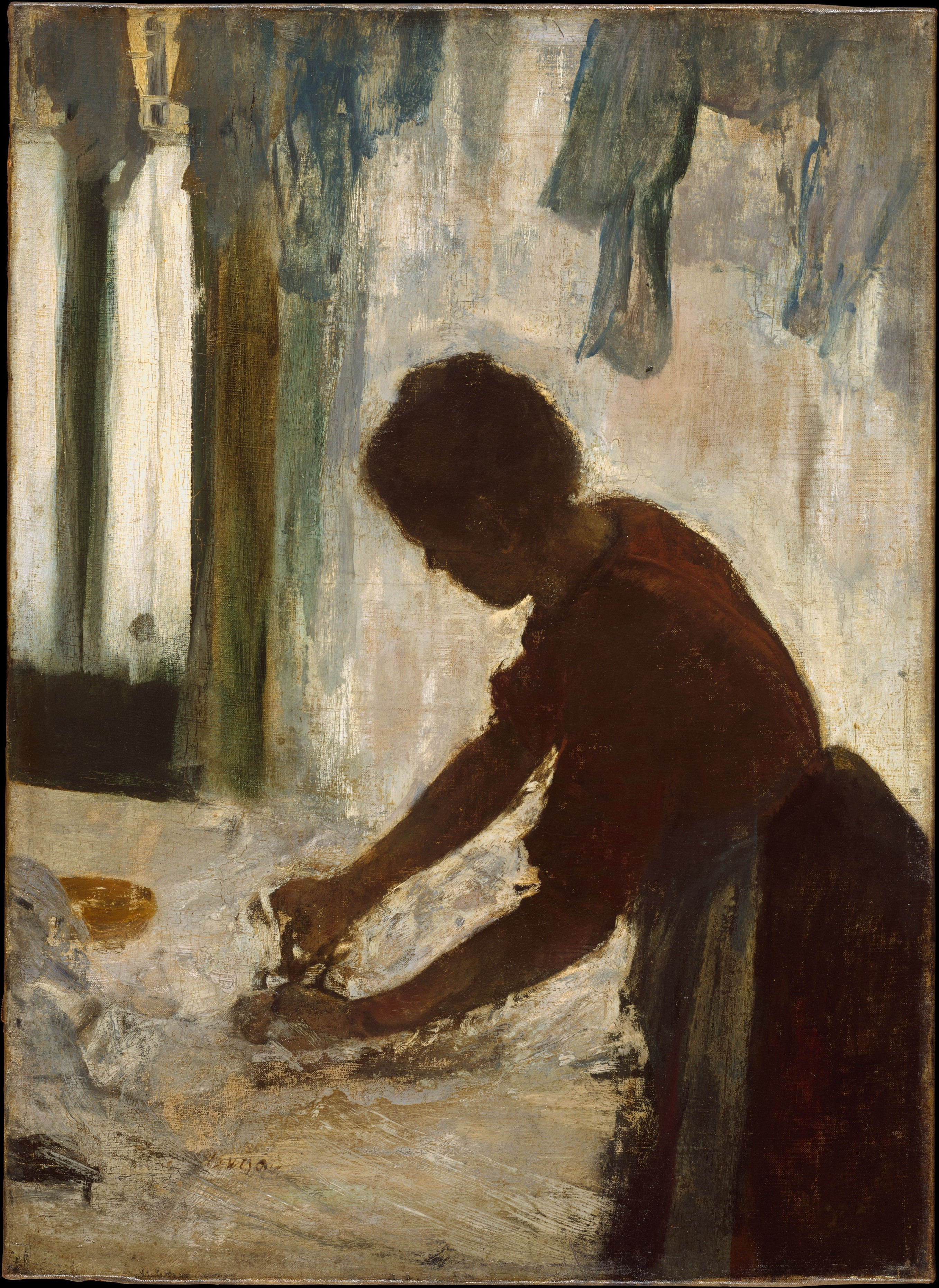
Edgar Degas: Die Büglerin, 1873, Metropolitan Museum of Art, New York City
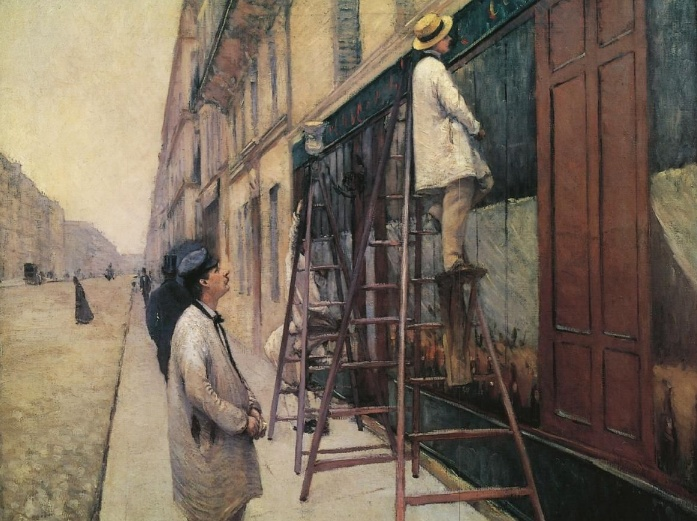
Gustave Caillebotte: Die Fassadenmaler, 1877, Privatsammlung
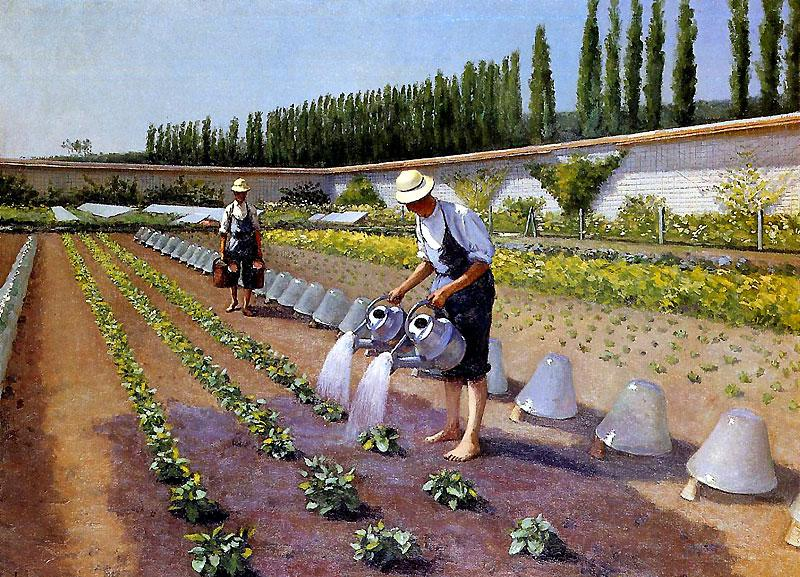
Gustave Caillebotte: Die Gärtner, 1877, Privatsammlung

## Zeitgenössische Rezeption
Caillebotte gehörte im Kreis der Impressionisten zu den jüngeren Malern. So waren beispielsweise Claude Monet acht Jahre und Edgar Degas zwölf Jahre älter als Caillebotte und hatten mehr als eine Dekade vor ihm mit der Malerei begonnen. Sein Ausstellungsdebüt versuchte Caillebotte zunächst 1875 im Salon de Paris, doch die für die Aufnahme zuständige Jury lehnte sein Gemälde ab. Kunsthistoriker wie Anne Distel gehen davon aus, dass es sich bei diesem Werk um die erste Gemäldeversion der Parkettschleifer handelte. Die Autorin Gry Hedin vermutete, dass die Ablehnung der Parkettschleifer weniger am Malstil gelegen habe, da sich Caillebotte noch an der akademischen Malerei orientierte. Der Ablehnungsgrund der Jury sei eher das Motiv des Bildes gewesen, „denn die Darstellung moderner Arbeiter im großen Format galt als unangemessen und nicht akzeptabel“.
Wahrscheinlich überzeugte Edgar Degas Caillebotte, 1876 an der zweiten Gruppenausstellung der Impressionisten teilzunehmen. Caillebotte demonstrierte damit öffentlich seine Zugehörigkeit zu dieser Gruppe von Malern. In der Ausstellung, die in den Räumen des Galeristen Paul Durand-Ruel in der Pariser Rue Peletier stattfand, zeigte Caillebotte neben anderen Werken die beiden Gemäldeversionen der Parkettschleifer.
Im Zusammenhang mit der Ausstellung 1876 beurteilten Kritiker die Parkettschleifer teilweise negativ bis spöttisch, teils gab es jedoch auch lobende Worte. So schrieb Louis Énault in der Zeitschrift Le Constitutionnel über Caillebotte, er verstehe zwar sein Handwerk und beherrsche die Perspektive, aber das Thema der Parkettarbeiter sei zweifellos vulgär. Er bemängelte in der ersten Gemäldeversion die seiner Meinung nach zu dünn geratenen Arme der Handwerker und die aus seiner Sicht misslungenen Oberkörper. Der Kritiker Emile Porcheron beurteilte die Ausstellung in der Zeitung Le Soleil insgesamt kritisch, fand dabei jedoch Caillebotte „am wenigsten schlecht“ (les moins mauvaises). Er unterstellte dem sitzenden Arbeiter, der im zweiten Bild die Klinge seines Werkzeuges schärft, er würde nach Flöhen suchen. Gerade diese sitzende Figur wurde jedoch von dem Kritiker Bertall gelobt. Zudem bescheinigte er in seinem Artikel in der Zeitung Le Soir, Caillebotte habe Talent. Ähnlich positiv äußerte sich Philippe Burty in der Zeitung La République française, der dem Anfänger Caillebotte einen sensationellen Anfang bescheinigte. Auch Armand Silvestre lobte Caillebotte. In L’Opinion nationale beschrieb er ihn als guten Beobachter in der Nachfolge Courbets. Der Schriftsteller Emile Zola fand zwar auch lobende Worte für Caillebottes Arbeiten, bemängelte jedoch die zu detaillierte Ausführung seiner Gemälde.

## Provenienzen der Werkgruppe
Caillebotte und einige seiner Malerfreunde initiierten am 28. Mai 1877 im Auktionshaus Hôtel Drouot die Vente des impressionnistes. Bei dieser Versteigerung wurden auch die beiden Gemäldeversionen der Parkettschleifer angeboten. Bei insgesamt wenig Kaufinteresse und geringen Preisen erzielte die erste Gemäldeversion der Parkettschleifer zwar mit 655 Franc den höchsten Preis der Auktion, Käufer war jedoch Gustave Caillebotte selbst, der das Bild für sich sicherte. Das Gemälde blieb bis zu seinem Tod 1894 im Besitz des Künstlers. In seinem Testament hatte er verfügt, dass seine Gemäldesammlung mit Werken seiner Künstlerfreunde an den französischen Staat gehen sollte. Von seinen eigenen Bildern hatte er kein Werk als Geschenk vorgesehen. In den Verhandlungen zur Annahme der Erbschaft erreichten sein Bruder Martial Caillebotte und der als Testamentsvollstrecker eingesetzte Maler Pierre-Auguste Renoir, dass auch zwei Werke von Caillebotte an den französischen Staat gehen sollten. Die beiden Gemälde waren die winterliche Stadtansicht Verschneite Dächer und die erste Gemäldeversion der Parkettschleifer. Die Bilder wurden ab 1896 im Pariser Musée du Luxembourg ausgestellt. Es waren die ersten Werke Caillebottes, die in eine Museumssammlung gelangten. 1929 kamen die Parkettschleifer in den Louvre, ab 1947 waren sie in der Galerie du Jeu de Paume zu sehen. Seit 1986 gehört die erste Gemäldeversion der Parkettschleifer zur Sammlung des Musée d’Orsay.
Die zweite Gemäldeversion wurde bei der Versteigerung 1877 im Auktionshaus Hôtel Drouot zu einem nicht überlieferten Preis von der Familie des Künstlers erworben. Es gelangte schließlich in den Besitz von Eugène Daufresne, einem in Paris lebenden Cousin von Caillebottes Mutter. Der Verwandte besaß eine Reihe von Gemälde Caillebottes, die er nach seinem Tod 1896 an Martial Caillebotte, den Bruder des Malers, vererbte. Das Bild war nie auf dem Kunstmarkt und befindet sich in französischem Privatbesitz. Weiterhin kamen die Ölstudie zur ersten Gemäldeversion und alle vorbereitenden Zeichnungen durch Erbschaft in die Familie von Martial Caillebotte. Sie befinden sich nach wie vor überwiegend in Privatbesitz. Hiervon ausgenommen sind die Zeichnungen Studie eines sitzenden Mannes, Ansicht von vorn und Drei Studien der Parkettarbeiter: Zwei Studien der Hände, Studie eines knienden Mannes von vorn, die zur Sammlung des Musée d’Art et d’Histoire Pissarro-Pontoise in Pontoise gehören.